# Slavojka Taušan
Slavojka Taušan (in serbo Славојка Таушан?; 12 maggio 1947) è un'ex cestista jugoslava.

## Carriera
Con la Jugoslavia ha disputato cinque edizioni dei Campionati europei (1968, 1970, 1972, 1974, 1976).